# Налоговая система Новой Зеландии
Новая Зеландия, как член OECD и страна с развитой политической, законодательной и финансовой системой, не может похвастаться низкими налоговыми ставками. При этом налоговая система страны достаточно незатейлива и проста для исполнения.
Все налоги делятся на личные и корпоративные (или бизнес-налоги).

## Личные налоги
Личные: налог на доходы для физических лиц (прогрессивная шкала со ставкой от 12,5 % до 33 %).

## Бизнес-налоги
Основными налогами являются следующие:
- косвенный налог GST, good and services tax (единая ставка 15 %)[2],
- налог на прибыль (единая ставка 28 %)[1],
- ввозные пошлины.

Особняком стоят
- налог на доходы траста, или Trustee income tax, облагаемый по ставке 33 %[1],
- налог на безвозмездную передачу имущества gift duties, оплачиваемый дарителем по прогрессивной шкале на сумму подарка свыше 27 000 новозеландских долларов в год[3].

Многие другие налоги и сборы, распространённые в России и странах Западного мира (как налог на имущество, налог на прирост капитала или налог на прирост капитала в цене), в Новой Зеландии отсутствуют.